# Município de Washington (condado de Scioto, Ohio)
O município de Washington (em inglês: Washington Township) é um município localizado no condado de Scioto no estado estadounidense de Ohio. No ano de 2010 tinha uma população de 5.555 habitantes e uma densidade populacional de 84,31 pessoas por km².

## Geografia
O município de Washington encontra-se localizado nas coordenadas 38° 45′ 19″ N, 83° 03′ 05″ O. Segundo a Departamento do Censo dos Estados Unidos, o município tem uma superfície total de 65.89 km², da qual 64,58 km² correspondem a terra firme e (1,99 %) 1,31 km² é água.

## Demografia
Segundo o censo de 2010, tinha 5.555 habitantes residindo no município de Washington. A densidade populacional era de 84,31 hab./km². Dos 5.555 habitantes, o município de Washington estava composto pelo 96,83 % brancos, o 0,31 % eram afroamericanos, o 0,81 % eram amerindios, o 0,05 % eram asiáticos, o 0,23 % eram de outras raças e o 1,76 % eram de uma mistura de raças. Do total da população o 1,03 % eram hispanos ou latinos de qualquer raça.